# Centaurea dichroa
Centaurea dichroa — вид рослин роду волошка (Centaurea), з родини айстрових (Asteraceae).

## Опис рослини
Це багаторічна рослина знизу здерев'яніла, кореневище закінчується центральною розеткою листя, кількома бічними прямовисними стеблами, 20–30 см, зверху мало розгалужена. Листки біло-запушені в молодому віці, ± голі; базальні на ніжках, перисточастинкові; серединні листки з однією парою сегментів або прості, як верхні. Кластер філаріїв (приквіток) 11–13 × 4–6 мм, від довгастої до циліндричної форми; придатки середнього розміру, частково приховують базальну частину філаріїв. Квітки жовтувато-рожеві до фіолетових пиляків. Сім'янки 4.5 мм; папуси ≈ 1.5 мм. Період цвітіння: травень.

## Середовище проживання
Ендемік пд.-зх. Туреччини. Населяє Pinus brutia ліс і макі.